# رستي راسيل
رستي راسيل (بالإنجليزية: Rusty Russell)‏ هو لاعب كرة قدم أمريكية أمريكي، ولد في 16 أغسطس 1963 في أورانجبورغ في الولايات المتحدة.

## وصلات خارجية
- رستي راسيل على موقع مرجع كرة القدم المحترفة.كوم (الإنجليزية)
- رستي راسيل على موقع JustSportsStats.com (الإنجليزية)